# Benjamin Baltes
Benjamin Baltes (Saarbrücken, 1984. március 30. –) német utánpótlás válogatott labdarúgó, jelenleg a Wuppertaler SV középpályása.

## Pályafutása
Pályafutását a Uerdingen 05 csapatában kezdte el, 2002-ben. 2005-ig szerepelt itt, legsikeresebb szezonja az utolsó, a 2004–05-ös volt. Ekkor harminckét bajnokin, nyolc gólt ért el. Következő csapata, az akkor másodosztályban szereplő Freiburg volt. Tizenöt mérkőzésen lépett pályára, 2005 és 2006 között. Több kitérő után, 2008-ban tért vissza a második vonalba, az Erzgebirge Aue játékosaként. 2010-ben volt az első osztályú Borussia Mönchengladbach játékosa is, de nem lépett pályára bajnokin.
A 2010–11-es szezon előtt a holland élvonalban szereplő Excelsior csapatához szerződött. Karrierje során először szerepelt idegenlégiósként. Tíz meccsen számítottak rá, a mezszáma a 22-es volt.
2011 nyarán a Ferencvárosnál szerepelt próbajátékon, később azonban a Wuppertaler SV-hez igazolt.

## Statisztikái
Az alábbi táblázatban csak a bajnoki mérkőzések szerepelnek.
| Szezon  | Csapat                   | Mérk. | Gól | Bajnokság     |
| ------- | ------------------------ | ----- | --- | ------------- |
| 2002–03 | Uerdingen 05             | 24    | 1   | Regionalliga  |
| 2003–04 | Uerdingen 05             | 25    | 0   | Regionalliga  |
| 2004–05 | Uerdingen 05             | 32    | 8   | Regionalliga  |
| 2005–06 | Freiburg                 | 15    | 0   | 2. Bundesliga |
| 2006–07 | Freiburg                 | 0     | 0   | 2. Bundesliga |
| 2006–07 | VfB Lübeck               | 26    | 1   | Regionalliga  |
| 2007–08 | VfB Lübeck               | 17    | 0   | Regionalliga  |
| 2007–08 | Rot-Weiß Essen           | 4     | 0   | Regionalliga  |
| 2008–09 | Erzgebirge Aue           | 10    | 0   | 2. Bundesliga |
| 2009–10 | Borussia Mönchengladbach | 0     | 0   | Bundesliga    |
| 2010–11 | Excelsior                | 10    | 0   | Eredivisie    |
| 2011–12 | Wuppertaler SV           | 0     | 0   | Regionalliga  |